# Else Ommerborn
Else Ommerborn (ur. 22 grudnia 1937) – niemiecka florecistka reprezentująca RFN, srebrna medalistka mistrzostw świata.
Podczas mistrzostw świata w Paryżu w 1957 roku Niemki w składzie: Helmi Höhle, Ilse Keydel, Else Ommerborn, Heidi Schmid i Helga Stroh zdobyły drużynowo srebrny medal. Był to jej jedyny medal wywalczony w zawodach tego cyklu.
Nigdy nie wzięła udziału w igrzyskach olimpijskich.